# Егорова, Мария Александровна
Мари́я Алекса́ндровна Егорова (Воронина) (род. 18 февраля 2000) — российская волейболистка-пляжница, мастер спорта, член молодёжной сборной России. В паре с Марией Бочаровой чемпионка Европы U18 (2017) и U20 (2017, 2018), чемпионка мира U19 (2018) и чемпионка юношеских Олимпийских игр 2018 года. Серебряная призёрка Чемпионата Мира по волейболу U21 2019 года в Удонтхани (Таиланд).
Тренируется в ВК «Обнинск».

## Биография
В паре с Марией Бочаровой в 2017 году выиграла сначала чемпионат Европы до 18 лет в Казани, потом до 20 лет в Вулькано (Италия). В 2018 году они сначала защитили титул чемпионок Европы до 20 лет, потом выиграли чемпионат мира до 19 лет и юношеские Олимпийские игры. В 2019 году они стали серебряными призёрками Чемпионата Мира U21 в Удонтхани (Таиланд), проиграв в тяжёлом, драматичном матче на тай-брейке паре Виктория Тоста / Виктория Родригес из Бразилии. Это стало для двух Марий первой серьёзной неудачей.